# Завод котунів у Сухарі
Завод котунів у Сухарі — підприємство чорної металургії Оману, яке з 2012 року діє на півночі країни в індустріальній зоні Сухар.
Проєкт реалізувала бразильська компанія Vale — один з найбільших світових гірничодобувних гігантів, при цьому в 2010-му (тобто ще до запуску заводу) 30 % участі придбала державна Oman Oil Company (OOC). Втім, у 2023-му на тлі домовленостей про нові інвестиції бразильців Oman Qaboos (утворилась шляхом злиття кількох оманських компаній, зокрема й ООС) продала свій пакет Vale, що знову зробило останню єдиним власником.
У межах проєкту запустили дві виробничі лінії загальною потужністю 9 млн тонн котунів на рік. Крім того, майданчик виконує функцію регіонального дистрибуційного центру Vale та має пропускну здатність на рівні 40 млн тонн залізної руди.
Для обслуговування потоків руди та котунів підприємство отримало власні портові споруди. Щоб забезпечити доступ до великих глибин, причал винесений далеко в море та має довжину 1380 метрів. У процесі будівництва підхідний канал порту поглибили з 18,5 до 23 метрів, а глибини біля самого причалу становлять 25 метрів, що дозволяє приймати надвеликі рудовози дедвейтом 400 тисяч тонн. Чотири такі судна були спеціально замовлені до спорудження Oman Shipping Company.
Виробництво котунів споживає великі обсяги природного газу, який надходить з центральної частини країни по системі Сайх-Равл – Фахуд – Сухар.